# 平高棟
平 高棟（たいら の たかむね）、旧名高棟王（たかむねおう）は、平安時代初期から前期にかけての賜姓皇族。桓武天皇の第三皇子、一品・葛原親王の長男。官位は正三位・大納言。桓武平氏高棟流の祖。

## 経歴
弘仁14年（823年）二世王の蔭位により無位から従四位下に直叙され、伯父に当たる淳和天皇の侍従に任ぜられる。天長2年（825年）父・葛原親王による再度の抗表により、臣籍降下して平朝臣姓を与えられ平高棟と名乗る。中務大輔・兵部大輔・大舎人頭を経て、天長7年（830年）従四位上・大蔵卿に叙任される。
淳和朝末から仁明朝前半にかけて刑部卿を務めた後、承和9年（842年）正四位下・大蔵卿に叙任され、翌承和10年（843年）40歳の時に従三位に昇叙され公卿に列した。 
文徳朝の仁寿元年（851年）参議に任官し、仁明朝から引き続いて大蔵卿を務める。仁寿3年（853年）父・葛原親王が没するが、父の死を悲しむあまり体が痩せ衰えた様子は儀礼を越えていたという。斉衡元年（854年）から大蔵卿に替わって皇太子・惟仁親王の春宮大夫を兼任し、天安2年（858年）惟仁親王の即位（清和天皇）に伴い、正三位・権中納言に叙任される。
貞観元年（859年）山城国葛野郡にあった別邸を仏教修行の道場とし、「平等寺」の額を賜与された。貞観2年（860年）中納言、貞観6年（864年）大納言に至る。貞観9年（867年）5月19日薨去。享年64。最終官位は大納言正三位。

## 人物
身長が六尺（約180cm）あり、美しいひげを持っていた。幼い頃から聡明で、古くから伝えられた書物を好んで読んだ。性格が細やかで親切であり、華美に飾り立てるようなことはなかった。諸官を歴任したが政務にあたっては寛容を重視した。晩年は仏教に帰依し経典を読誦した。大納言に任ぜられてのちは食封の多くを仏事に費やしたという。

## 官歴
注記のないものは『六国史』による。
- 弘仁14年（823年） 正月7日：従四位下（直叙）。9月16日：侍従[2]
- 天長元年（824年） 9月22日：大学頭[2]
- 天長2年（825年） 7月6日：臣籍降下（平朝臣姓）
- 天長3年（826年） 9月13日：中務大輔[2]
- 天長4年（827年） 6月9日：兵部大輔[2]
- 天長5年（828年） 閏3月9日：大舎人頭[2]
- 天長7年（830年） 正月7日：従四位上。10月13日：大蔵卿
- 天長8年（831年） 日付不詳：刑部卿[2]
- 承和7年（840年） 8月22日：刑部卿
- 承和9年（842年） 正月7日：正四位下。8月11日：大蔵卿
- 承和10年（843年） 4月14日：従三位
- 仁寿元年（851年） 12月25日：参議
- 仁寿3年（853年） 6月：解職（父服喪）[1]。7月：起本官[1]
- 斉衡元年（854年） 8月28日：兼春宮大夫、辞大蔵卿[3]
- 天安2年（858年） 9月14日：権中納言。11月7日：正三位
- 貞観元年（859年） 12月21日：兼陸奥出羽按察使
- 貞観2年（860年） 正月16日：中納言
- 貞観6年（864年） 正月16日：大納言
- 貞観9年（867年） 5月19日：薨去（大納言正三位）

## 系譜
- 父：葛原親王
- 母：不詳
- 妻：藤原有子（藤原長良の長女） - 典侍
  - 三男：平惟範（855-909）
- 生母不明の子女
  - 男子：平実雄（または平実範）
  - 男子：平正範
  - 男子：平季長（?-897）
  - 女子：藤原房雄室

子孫については、平氏#桓武平氏を参照。